# Fausto Acke

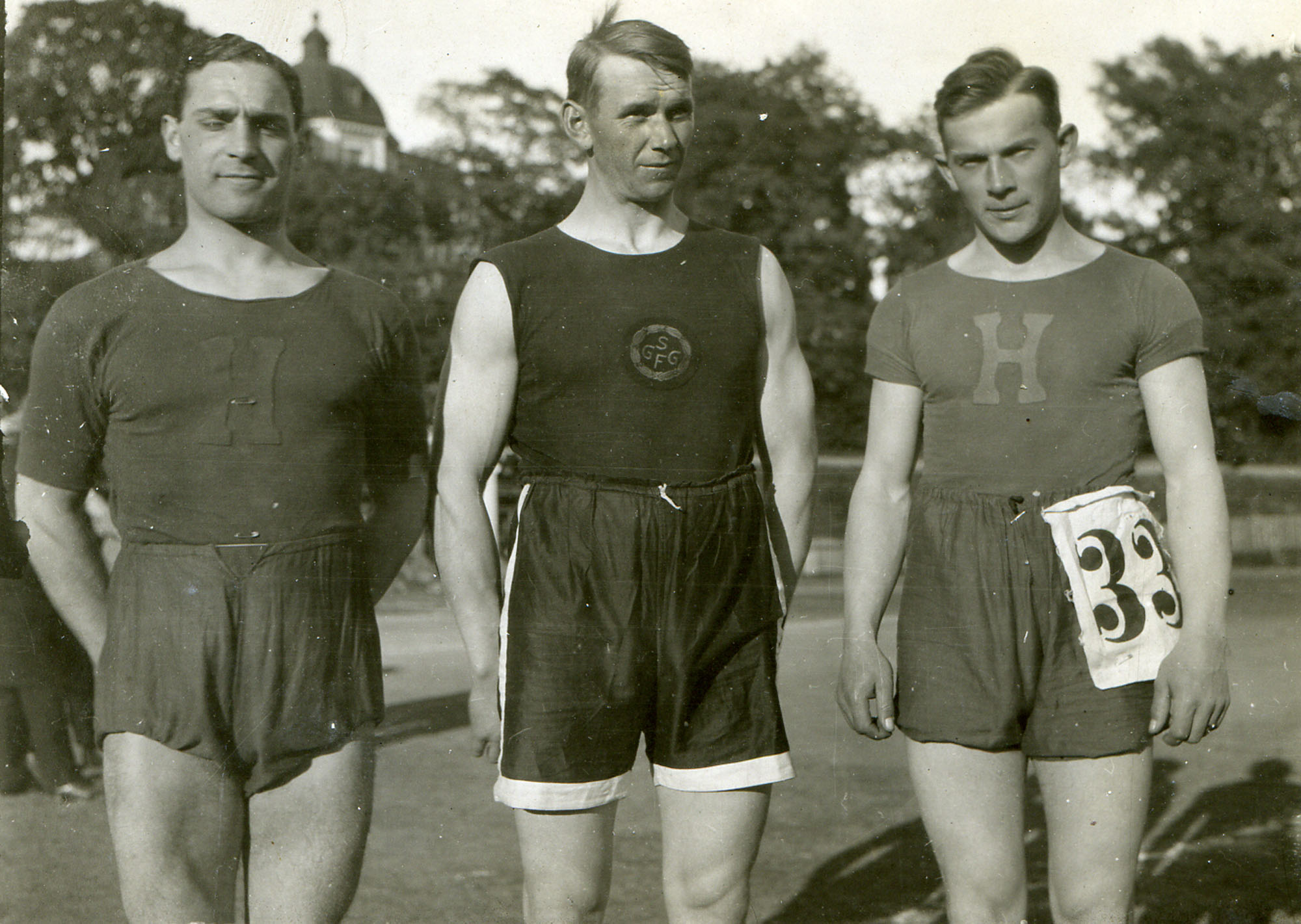
Fausto Acke till vänster 1919.

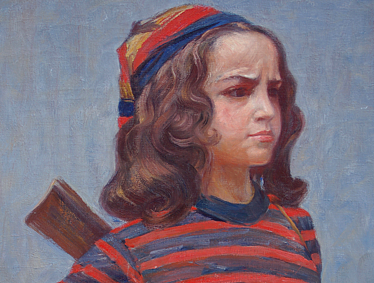
Fausto som pirat 1904, målning av J.A.G. Acke (bilden är beskuren)

Fausto Acke (Fausto Alesso Padovini), född 23 maj 1897, död 14 maj 1967, var en svensk gymnast som deltog i de Olympiska sommarspelen 1920.

## Biografi
Född i Italien 1897 adopterades Fausto Acke 1903 av det svenska konstnärsparet Eva och J.A.G. Acke. Hans adoptivmor var dotter till den finlandssvenske författaren Zacharias Topelius. Fausto Acke växte sedan upp i Villa Akleja i Vaxholm och gick i skola i Gransäter. Han var med i det svenska lag som tog guldmedalj i laggymnastik (trupptävling enligt så kallat "svenskt system") i Olympiska sommarspelen 1920 i Antwerpen. 
År 1925 gifte han sig med Gerdis Acke (född Johansson). Samma år flyttade han ensam till USA eftersom han inte fick arbete som gymnast i Sverige. Där blev han tränare på RKO Studios i Hollywood. Senare var han gift med Anna E. Acke (född Indrefjord, 1906-1975) från Bygstad i Norge. Deras hem i Los Angeles kallade de "Ackebakken" och de adopterade en dotter, Marta. Han fann sin sista vila på Forest Lawn Memorial Park (Hollywood Hills).